# Kadlín
Kadlín (en allemand : Kadlin) est une commune du district de Mělník, dans la région de Bohême-Centrale, en République tchèque. Sa population s'élevait à 146 habitants en 2020.

## Géographie
Kadlín se trouve à 15 km l'ouest de Mladá Boleslav, à 17 km à l'est-nord-est de Mělník et à 41 km au nord-est de Prague.
La commune est limitée par Stránka au nord, par Boreč à l'est, par Velké Všelisy au sud-est et au sud, et par Chorušice à l'ouest.

## Histoire
La première mention écrite de la localité date de 1346.

## Administration
La commune se compose de deux quartiers :
- Kadlín
- Ledce